# American Academy of Dramatic Arts
American Academy of Dramatic Arts – dwuletnia szkoła aktorska, mieszcząca się w Nowym Jorku (w budynku dawniej znanym jako Colony Club) oraz w Hollywood.
Szkoła założona w 1884 roku była pierwszą amerykańską uczelnią przygotowującą do zawodu aktora.
Absolwenci wydziału nowojorskiego uzyskują tytuł Degree of Associate in Occupational Studies, a wydziału hollywoodzkiego - Certificate of Completion lub Associate of Arts Degree in Acting.

## Lista bardziej znanych absolwentów AAoDA
- Walter Abel
- Armand Assante
- Lauren Bacall
- Jim Backus
- Anne Bancroft
- Diana Barrymore
- Gil Bellows
- John Cassavetes
- Kim Cattrall
- Enrico Colantoni
- Hume Cronyn
- Bob Cummings
- Cecil B. DeMille
- William Devane
- Danny DeVito
- Kirk Douglas
- Julia Duffy
- Vince Edwards
- Deborra-Lee Furness
- Sally Gifford
- Ruth Gordon
- Leisha Hailey
- David Hartman
- Florence Henderson
- Judd Hirsch
- Sterling Holloway
- Kate Jackson
- Jennifer Jones
- Grace Kelly
- Storm Large
- Cleavon Little
- John Lone
- Harriet E. MacGibbon
- Elizabeth Montgomery
- Agnes Moorehead
- Pat O’Brien
- Tom Poston
- William Powell
- Robert Redford
- Don Rickles
- Thelma Ritter
- Jason Robards
- Eric Roberts
- Edward G. Robinson
- Gena Rowlands
- Rosalind Russell
- French Stewart
- Loretta Swit
- Spencer Tracy
- Robert Walker
- Peter Weller
- Guthrie McClintic